# Helicopis cupido
Helicopis cupido − gatunek motyla z rodziny Riodinidae i podrodziny Riodininae.

## Taksonomia
Gatunek opisany został w 1758 roku przez Karola Linneusza, jako Papilio cupido.

## Opis
Osiąga od 3 do 4 cm rozpiętości skrzydeł. Samce mają przednie skrzydła żółtobiałe z brązowymi brzegami i pomarańczowożółtymi nasadami, a tylne ciemnobrązowe z pomarańczowożółtymi nasadami. Samice natomiast są jaśniejsze i mają wzdłuż brzegów tylnych skrzydeł brązowe plamki. Spodnia strona zbliżona jest do górnej i wyposażona w metalicznie połyskujące plamki pośrodku i przy krawędziach tylnych skrzydeł.

## Biologia i ekologia
Zamieszkują tropikalne tereny nizinne. Gąsienice żerują na liściach roślin z rodzaju Montrichardia. Owady dorosłe są aktywne za dnia.

## Rozprzestrzenienie
Gatunek zasiedla Amerykę Południową, od Trynidadu i Wenezueli przez Kolumbię, Gujanę po Brazylię, Peru, Surinam i Gujanę Francuską.

## Systematyka
Wyróżnia się 9 podgatunków tego motyla:
- Helicopis cupido cupido (Linnaeus, 1758)
- Helicopis cupido belemensis Le Moult, 1940
- Helicopis cupido erotica Seitz, 1913
- Helicopis cupido gradiva Stichel, 1919
- Helicopis cupido incerta Meier-Ramel, 1928
- Helicopis cupido lindeni Grote, 1877
- Helicopis cupido nigra N. Riley, 1919
- Helicopis cupido pseudolindeni Le Moult, 1940
- Helicopis cupido trinitatis Seitz, 1913